# 西和州
西和州，南宋时设置的州。
绍兴十二年（1142年）以岷州改名，治所在白石镇（今甘肃省西和县西南）。属利州西路。辖境约相当今甘肃省西和、礼县、宕昌、岷县等县地。元朝时，属巩昌都总帅府。明朝洪武十年（1377年）降为西和县，后移治今地。 